# Schröter (Käfer)

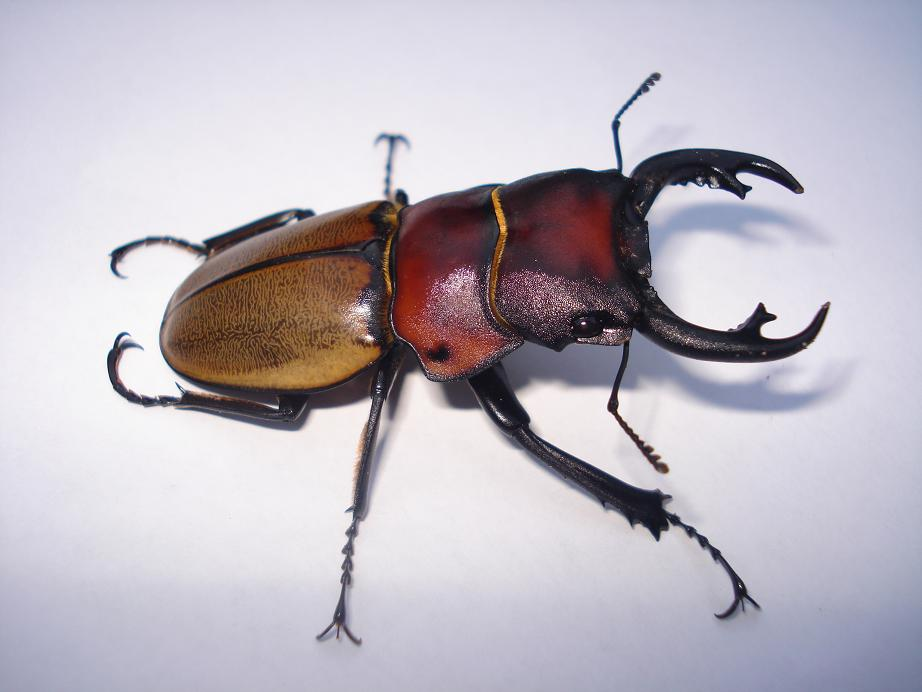
Odontolabis sommeri aus Indonesien

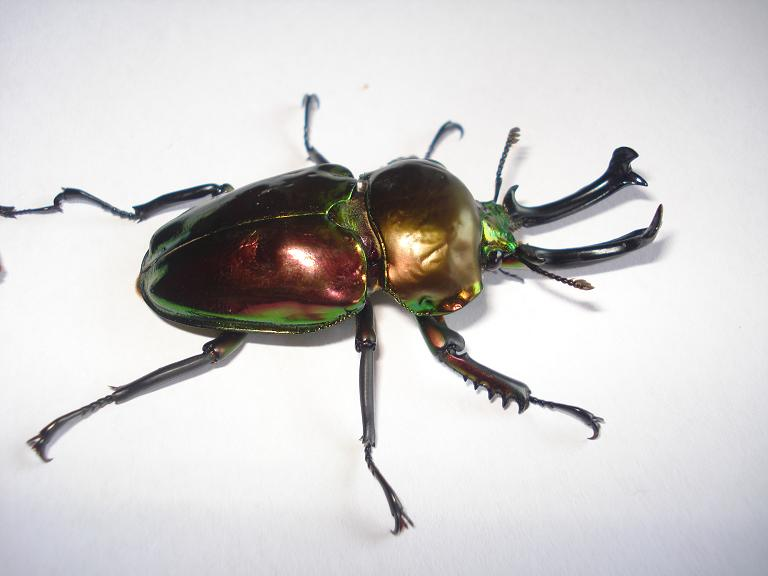
Phalacrognathus muelleri aus Australien

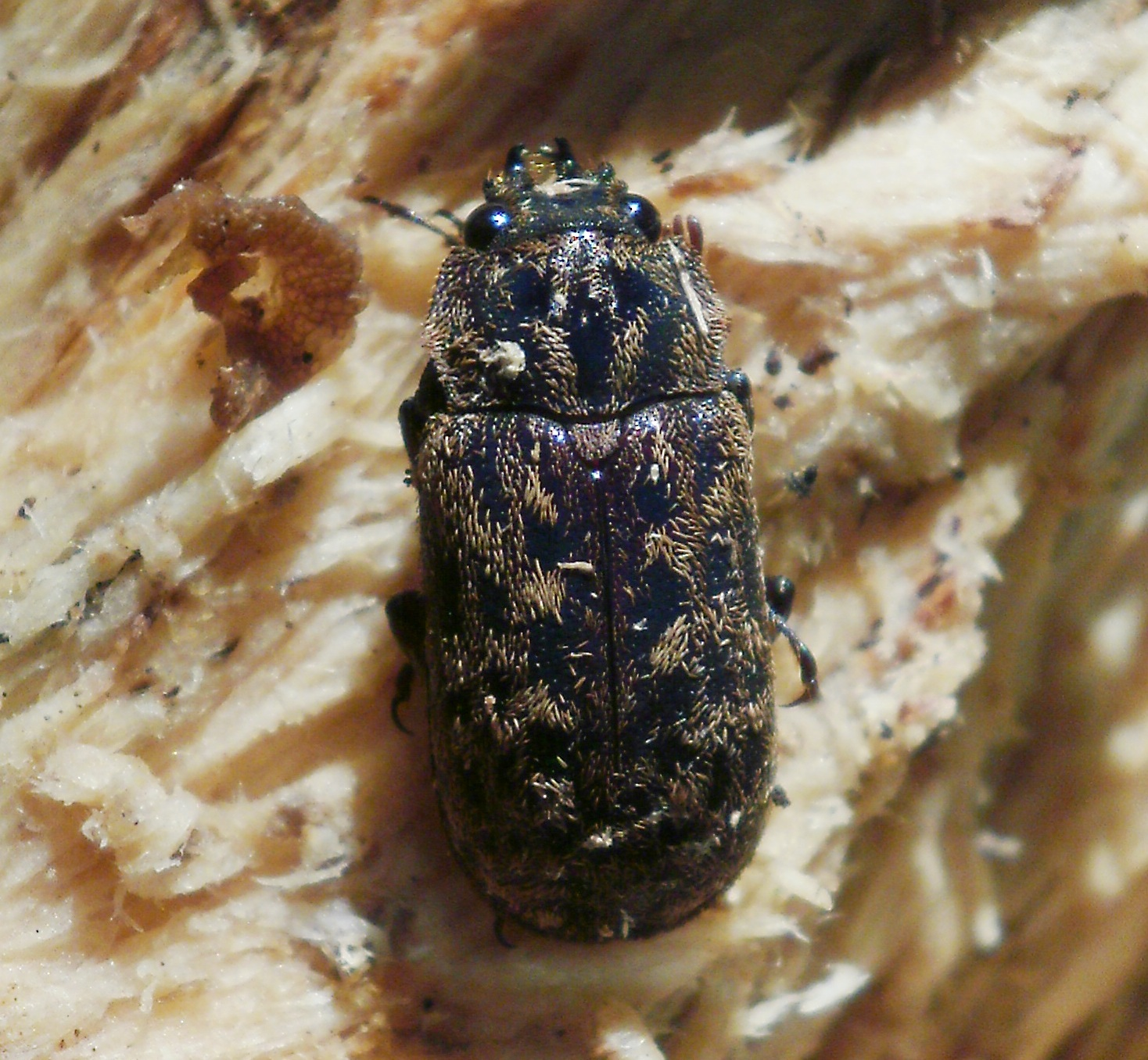
Mitophyllus parrianus aus Neuseeland

Die Schröter (Lucanidae) sind eine Familie der Käfer (Coleoptera) aus der Überfamilie Scarabaeoidea. Die Familie kommt weltweit vor und umfasst etwa 1800 Arten in etwa 147 Gattungen. Viele Arten weisen einen ausgeprägten Sexualdimorphismus auf: Die Männchen haben bei diesen Arten im Gegensatz zu den Weibchen große und stark gezähnte Mandibeln. Die Anzahl der Unterfamilien wird kontrovers diskutiert. In Europa sind 14 Arten aus 6 Gattungen nachgewiesen, in Mitteleuropa 7 Arten. In Neuseeland kommen 39 Arten vor, davon 35 endemisch aus 5 endemischen Gattungen, sowie 4 Neozoen, 3 davon aus Australien und eine aus Taiwan.

## Merkmale

### Käfer
Die Käfer sind 8,0 bis 90,0 Millimeter lang. Ihr Körper ist eher langgestreckt und in der Regel leicht konvex, leicht abgeflacht oder zylindrisch. Ihre Farbe reicht von ziegelrot über rotbraun nach schwarz, manche Arten sind jedoch bunt gefärbt. Die Mundwerkzeuge sind nach vorne gerichtet, der Kopf ist nicht nach unten geknickt. Die Facettenaugen sind gar nicht, teilweise oder vollständig vom Canthus getrennt. Die Ommatidien sind voll entwickelt (eucon), oder ihnen fehlt der Kristallkegel (acon). Die Fühler sind gekniet oder gerade und haben in der Regel 10 Glieder. Sie besitzen eine drei- bis siebengliedrige Keule mit verhältnismäßig dicken, abgeflachten Gliedern. Die einzelnen Glieder der Keule können nicht nahe aneinander gelegt werden. Die Mandibeln sind bei den Männchen und Weibchen unterschiedlich ausgebildet und sind bei den Männchen größer. Die Maxille hat entweder eine gelappte Galea und die Lacinia ist zurückgebildet, oder sie endet in einem einzelnen Zahn (Männchen). Die Maxillarpalpen sind viergliedrig, die Labialpalpen sind drei- oder viergliedrig. Das Empodium ist groß. An den Flügeln hat die Flügelader 2Ax mehrere einzigartige Merkmale. Der Hinterleib hat fünf sichtbare Ventrite (sichtbare bauchseitige Sklerite). Die Stigmen am Hinterleib befinden sich in den Pleuralmembranen. Die des ersten bis achten Hinterleibssegments sind funktionsfähig. Bei den Weibchen sind die Tergite, Pleurite und Sternite des neunten Hinterleibssegments als separate sklerotisierte Bereiche erkennbar.

### Larven
Der Körper der Larven ist breit C-förmig. Die Thorax- und Hinterleibssegmente sind dorsal nicht mit Falten unterteilt. Das Cranium ist asymmetrisch, die rechte Seite ist deutlich größer als die linke. Die Frontoclypealnaht ist zwischen den dorsalen Mandibeleinlenkungen erkennbar. Punktaugen (Ocelli) fehlen in der Regel. Die Fühler sind drei- oder viergliedrig und haben keinen großen Sinnesfleck an der Spitze. Die Mandibeln haben ventral einen großen Fortsatz. Die Galea ist deutlich von der Lacinia getrennt. Die ersten beiden Glieder der Maxillarpalpen haben einen membranösen Fleck. An den mittleren und hinteren Beinen ist ein Organ zur Lauterzeugung ausgebildet. Die Hinterbeine sind nicht verkürzt. Die Klauen tragen zwei, vier oder mehr Borsten. Die Larven der Unterfamilie Penichrolucaninae sind bis dato unbekannt.

## Lebensweise
Die Käfer leben in der Regel an verrottendem Holz bzw. Totholz, sowohl in Nadel-, als auch Laubwäldern. Die Larven findet man im Totholz, nicht selten auch gemeinsam mit den adulten Tieren. Nur die Larven aus der Gattung Colophon leben im Erdboden und ernähren sich offenbar von Humus und Wurzeln. Bei manchen Arten werden die Imagines durch künstliche Lichtquellen angelockt. Bei vielen Arten sind die Imagines ungeflügelt und fressen vermutlich gar nicht. Ansonsten besuchen die Tiere gelegentlich Blüten oder Wunden an Bäumen, an denen der Pflanzensaft austritt. Die Larven können stridulieren. Die Unterfamilie Penichrolucaninae ist die einzige, von der die Lebensweise der Tiere vollständig unbekannt ist. Es wird vermutet, dass die Tiere sich entweder mit Ameisen oder Termiten vergesellschaftet entwickeln.

## Taxonomie und Systematik
Die Familie wird von Beutel & Leschen nach Lawrence et al. in sechs Unterfamilien unterteilt. Howden geht davon aus, dass sie am nächsten mit den Zuckerkäfern (Passalidae) verwandt ist, wohingegen Caveney auf Grund des ähnlichen Aufbaus der Ommatidien eine Verwandtschaft mit den Diphyllostomatidae vermutet. Merkmale an den Flügeln legen jedoch nahe, dass sich die Familie entsprechend der Vermutung von Howden schon früh von den Zuckerkäfern abspaltete und sich von diesen getrennt entwickelte.
Die Monophylie der Familie ist bei den Imagines durch einige abgeleitete Merkmale an der Flügelbasis, das voneinander getrennte Mentum und Prementum, die ausgebildete Ligula und das durchstoßene Tentorium begründet. Autapomorphien der Larven sind der von der Seite betrachtete gerade Thorax und der C-förmige Hinterleib, das asymmetrische Cranium, bei der die rechte Seite deutlich größer ist, das Fehlen der Stridulation-Zähnchen am Stipes, die membranösen, runden Flecken dorsal am Palpifer und dem basalen Palpomer der Maxille und das Lauterzeugungsorgan an den mittleren und hinteren Beinen.
Die folgende Übersicht listet alle Unterfamilien, sowie die europäischen Arten:
- Unterfamilie Aesalinae (3 Gattungen; Paläarktis, Mittelamerika und Karibik)
  - Schwarzbrauner Kurzschröter, Aesalus scarabaeoides (Panzer, 1794)
- Unterfamilie Nicaginae (4 Gattungen; Japan, Süd- und Nordamerika, Australien und Neuseeland)
- Unterfamilie Syndesinae (3 Gattungen; Australien, Süd- und Nordamerika, Europa und Asien)
  - Rindenschröter, Ceruchus chrysomelinus (Hochenwart, 1785)
  - Kopfhornschröter, Sinodendron cylindricum (Linnaeus, 1758)
- Unterfamilie Lampriminae (5 Gattungen; Australien, Neuguinea, Neuseeland, Südamerika)
- Unterfamilie Penichrolucaninae (2 Gattungen; Südostasien und Südamerika)
- Unterfamilie Lucaninae (etwa 80 Gattungen; in weiten Teilen der Erde verbreitet)
  - Dorcus alexisi Muret & Drumont, 1999
  - Dorcus musimon Gené, 1836
  - Balkenschröter, Dorcus parallelipipedus (Linnaeus, 1758)
  - Hirschkäfer, Lucanus cervus (Linnaeus, 1758)
  - Lucanus ibericus Motschulsky, 1845
  - Lucanus tetraodon Thunberg, 1806
  - Lucanus barbarossa Fabricius, 1801
  - Großer Rehschröter, Platycerus caprea (De Geer, 1774)
  - Kleiner Rehschröter, Platycerus caraboides (Linnaeus, 1758)
  - Platycerus pseudocaprea Paulus, 1970
  - Platycerus spinifer Schaufuss, 1862

### Außereuropäische Arten (Auswahl)
- Australischer Pracht-Hirschkäfer (Phalacrognathus muelleri) McLeay, 1885
- Odontolabis mouhotii Parry, 1864
- Prosopocoilus astacoides Hope, 1840
- Rhaetulus didieri De Lisle, 1970
- Lamprima adolphinae Gestro, 1875

## Belege